# Nicolae Neagoe
Nicolae Neagoe (Szinaja, 1941. augusztus 2. – 2023. április 29.) olimpiai bronzérmes, Európa-bajnok román bobversenyző.

## Pályafutása
Az 1968-as grenoble-i olimpián kettesbobban Ion Panțurúval bronzérmes szerzett, négyesbobban a negyedik helyen végzett a társaival. A téli olimpiák történetében ez az egyetlen érem, amit Románia szerzett. A világbajnokságokon nem szerzett érmet, de Európa-bajnokságokon ötöt is. 1967-ben Innsbruckban négyesbobban Európa-bajnok, kettesbobban ezüstérmes lett társaival. 1968-ban és 1969-ben ezüst-, 1970-ben bronzérmet szerzett négyesben.

## Sikerei, díjai
- Olimpiai játékok – férfi kettes
  - bronzérmes: 1968, Grenoble
- Európa-bajnokság
  - aranyérmes: 1967 (férfi négyes)
  - ezüstérmes (3): 1967 (férfi kettes), 1968, 1969 (férfi négyes)
  - bronzérmes: 1970 (férfi négyes)